# Robin Hughes
Robin Hughes (n. 7 iunie 1920, Buenos Aires, Argentina – d. 10 decembrie 1989, Los Angeles, California, SUA) a fost un actor britanic de film și televiziune.

## Biografie
Robin Hughes s-a născut pe 7 iunie 1920 în Buenos Aires, Argentina, fiul cuplului englez Rosa Violet (Pitt) și Harold William Hughes. Tatăl său a fost director al British Royal Wheat Commission, iar Hughes și-a petrecut copilăria în diferite țări, tatăl său fiind transferat în serviciul guvernamental. Prin urmare, primii ani de școala i-a urmat în America de Sud, Canada, Mozambic, Africa de Est și în alte țări. La vârsta de 18 ani, s-a alăturat Marinei Regale Britanice pe post de semnalizator și la sfârșitul celui de-Al Doilea Război Mondial a fost lăsat la vatră cu gradul de locotenent comandant⁠(d). Hughes a menționat în cadrul emisiunii One Step Beyond din anii 1950 că urma să fie repartizat pe crucișătorul de linie HMS Hood⁠(en)[traduceți] în dimineața zilei de 24 mai 1941, când a fost scufundat de cuirasatul german Bismarck. Acesta a fost însă trimis la cursul dedicat ofițerilor și nu s-a mai îmbarcat. A plecat în Statele Unite în 1948 și a apărut în numeroase roluri de teatru, televiziune și film. În 1958, a apărut în rolul editorul Brian O'Bannion în Mătușa Mame⁠(d). În același an, a avut două apariții în serialul Perry Mason⁠(d): mai întâi în rolul criminalului Addison Doyle în episodul „The Case of the Green-Eyed Sister”, iar apoi ca Rodney Beaton în episodul „The Case of the Buried Clock”. Acesta este cunoscut pentru rolul Diavolului în episodul „The Howling Man” al serialului original Zona crepusculară.
A murit la 10 decembrie 1989 în Los Angeles ca urmare a unor complicații cauzate de o boală hepatică. A fost căsătorit cu Ursula Klara Binias din 26 aprilie 1969 până la divorțul lor pe 26 iunie 1980. Cei doi au avut un copil.

## Filmografie

### Filme
- Hue and Cry (1947) – Selwyn Pike
- Green Dolphin Street (1947) – Marinar (necreditat)
- Forever Amber (1947) – Benvolio (necreditat)
- If Winter Comes (1947) – Membru al A.R.P. (necreditat)
- Port Said (1948) – Bunny Beacham
- My Own True Love (1948) – Ofițer englez (necreditat)
- Kiss the Blood Off My Hands (1948) – Polițist (necreditat)
- Command Decision (1948) – Ofițer R.A.F.  (necreditat)
- Enchantment (1948) – Caporal
- Look for the Silver Lining (1949) – Locotenent (necreditat)
- The Secret of St. Ives (1949) – Caporal (necreditat)
- Sword in the Desert (1949) – Solat (necreditat)
- When Willie Comes Marching Home (1950) – Ofițer al marinei (necreditat)
- Three Came Home (1950) – Prizonier de război australian (necreditat)
- The Flame and the Arrow (1950) – Skinner
- Fancy Pants (1950) – Cyril (necreditat)
- Cyrano de Bergerac (1950) – Cadet
- Kim (1950) – Ofițer britanic (necreditat)
- The 13th Letter (1951) – Intern (necreditat)
- Secrets of Monte Carlo (1951) – Charles Reeves
- Darling, How Could You! (1951) – George Neville (necreditat)
- The Desert Fox: The Story of Rommel (1951) – Medic (necreditat)
- The Son of Dr. Jekyll (1951) – Alec – Coleg de cameră (necreditat)
- Quo Vadis (1951) – Christ (voce, necreditat)
- Mutiny (1952) – Lt. Vaughan (necreditat)
- Million Dollar Mermaid (1952) – Reporter englez (necreditat)
- Rogue's March (1953) – Căptainul Ashe (necreditat)
- Titanic (1953) – Ofițer junior (necreditat)
- The Maze (1953) – Richard Roblar
- Flame of Calcutta (1953) – Lt. Bob Ramsey (necreditat)
- El Alaméin (1953) – Sgt. Alf Law
- Money from Home (1953) – Playfair – Hunt Club Ball Guest (necreditat)
- Charge of the Lancers (1954) – Soldier / Messenger (necreditat)
- Paris Playboys (1954) – Lestrade (necreditat)
- Dial M for Murder (1954) – Police Sergeant O'Brien
- King Richard and the Crusaders (1954) – Santinela regelui (necreditat)
- Khyber Patrol (1954) – Tall Major in Lounge
- Untamed (1955) – Man at Irish Ball (necreditat)
- The Scarlet Coat (1955) – Col. Tarleton (necreditat)
- The Court Jester (1955) – Black Fox's Man with Message (necreditat)
- The Mole People (1956) – First Officer
- Johnny Tremain (1957) – British Naval Officer (necreditat)
- Manhunt in the Jungle (1958) – Cmdr. George M. Dyott
- The Thing That Couldn't Die (1958) – Gideon Drew
- The Buccaneer (1958) – Lt. Rogers
- Auntie Mame (1958) – Brian O'Bannion
- Battle of the Coral Sea (1959) – Maj. Jammy Harris
- The Road to Hong Kong (1962) – Oficial american (necreditat)
- He Who Rides a Tiger (1965) – Det. Sgt. Crowley
- Star! (1968) – Third Hyde Park Speaker (necreditat)
- The Seven Minutes (1971) – Ashcroft (necreditat) (rol final de film)

### Seriale
- The Bigelow Theatre (1 episod, 1951)
- Four Star Playhouse (1 episod, 1954) – Army Sergeant
- Cavalcade of America (2 episoade, 1954) – Lt. Col. Carleton
- Schlitz Playhouse of Stars (1 episod, 1954) – Sandstrom
- The Star and the Story (2 episoade, 1955–1956) – Count d'Alba / Tom Clark
- Crusader (1 episod, 1956) – Frank McKenna
- The Adventures of Wild Bill Hickok (1 episod, 1956) – Emerson Gilhaven
- You Are There (4 episoade, 1955–1956) – Cassius / British Official / Admiral Reginald Hall
- The Brothers (3 episoade, 1956–1957) – Barrington Steel
- Cheyenne (1 episod, 1957) – Capt.. Baylor
- The Gray Ghost (1 episod, 1958) – Andrews
- Zorro (4 episoade, 1958) – Esteban Rojas (necreditat)
- The Adventures of Jim Bowie (1 episod, 1958) – Vivian St. John
- Mickey Spillane's Mike Hammer (1 episod, 1958) – Mr. Carlyle
- Perry Mason (2 episoade, 1958) – Rodney Beaton / Addison Doyle
- Flight (1 episod)
- Markham (1 episod, 1959) – Charlie – Poet
- Sugarfoot (1 episod, 1959) – Dougal MacBrewster
- Westinghouse Desilu Playhouse (1 episod, 1959) – Gerald Lester
- Walt Disney's Wonderful World of Color (1 episod, 1960) – Hitchcock
- Hawaiian Eye (1 episod, 1960) – Bryan Semple
- Men into Space (1 episod, 1960) – Captain Tom Hetherford
- The Twilight Zone (1 episod, 1960) – Howling Man
- The Islanders (1 episod, 1960) – Colonel Arthur Munson
- Boris Karloff's Thriller (1 episod, 1961) – Collins ('A Terribly Strange Bed')
- 77 Sunset Strip (2 episoade, 1959–1961) – Nicky Bascombe / Mr. Sandby
- The Brothers Brannagan (1 episod, 1961) – Hilliary
- Alcoa Presents: One Step Beyond (1 episod, 1961) – Jake
- The Adventures of Sir Francis Drake (1 episod, 1962) – Adam Forrester
- The Saint (1 episod, 1962) – Harry Tiltman
- The Human Jungle (1 episod, 1963) – Sir Francis Leigh Brooke
- Ghost Squad (1 episod, 1963) – Dave Welford
- The Loner (1 episod, 1965) – Jamison Smithley Carruthers
- Garrison's Gorillas (1 episod, 1967) – Jonathan Brown